# Vacancy 2 - L'inizio
Vacancy 2 - L'inizio (Vacancy 2 - The First Cut) è un film del 2009 diretto da Eric Bross, prequel di Vacancy (2007).
Il film è uscito direttamente per l'home video il 18 febbraio 2009.

## Trama
Ambientato tre anni prima delle vicende avvenute in Vacancy, nel film viene raccontata la storia e il perché della registrazione della prima videocassetta registrata nel motel e delle successive contenenti tutte efferati omicidi avvenuti nelle camere del motel stesso; protagonisti della vicenda sono due fidanzati e un loro amico che decidono di fermarsi per la notte nel motel.